# Большая Америка
«Большая Америка» (англ. The Big One) — документальный фильм режиссёра Майкла Мура, снятый в 1997 году.

## Сюжет
Майкл Мур отправляется в турне по городам США в поддержку своей книги «Downsize This! Random Threats from an Unarmed American» и решает захватить с собой операторов, чтобы запечатлеть жизнь простых американцев, свои выступления в книжных магазинах и попытки донести свои взгляды до представителей корпоративного бизнеса.

## Действующие лица
- Майкл Мур
- Фил Найт, глава правления компании Nike
- представители фирмы Random House
- представители компаний Forbes, Johnson Controls, Nike
- ведущие различных радиостанций